# Duncan Mackinnon
Duncan Mackinnon (Paddington, 29 settembre 1887 – Ypres, 9 ottobre 1917) è stato un canottiere britannico.
Ha vinto la medaglia d'oro olimpica nel canottaggio alle Olimpiadi 1908 svoltesi a Londra, nella categoria quattro senza maschile.
È deceduto all'età di 30 anni in Belgio mentre prestava servizio come militare durante la prima guerra mondiale.